# Cedusa neomaculata
Cedusa neomaculata är en insektsart som beskrevs av Caldwell 1944. Cedusa neomaculata ingår i släktet Cedusa och familjen Derbidae. Inga underarter finns listade i Catalogue of Life.